# Empire of AI
Empire of AI: Dreams and Nightmares in Sam Altman's OpenAI é um livro de Karen Hao lançado em 20 de maio de 2025. O livro foca-se na história da OpenAI e sua cultura de sigilo e devoção à promessa da inteligência artificial geral (AGI).
O livro inclui entrevistas com cerca de 260 pessoas, correspondência e documentos relevantes. O título faz referência aos impérios coloniais do século XIX.

## Origens
Hao visitou os escritórios da OpenAI e cobriu a empresa para a MIT Technology Review dois anos antes do ChatGPT ser lançado. A sua experiência lá e reportagens sobre tópicos de IA e colonialismo de IA durante sete anos levaram-na a desenvolver a tese e o título do livro, Empire Of AI, e finalmente foi publicado como um livro.

## Conteúdo
- Prólogo: Uma Corrida pelo Trono
- Parte I

1. Direito Divino
2. Uma Missão Civilizadora
3. Centro Nervoso
4. Sonhos da Modernidade
5. Escala de Ambição

- Parte II

1. Ascensão
2. Ciência em Cativeiro
3. Alvorecer do Comércio
4. Capitalismo de Desastre

- Parte III

1. Deuses e Demónios
2. Auge
3. Terra saqueada
4. Os Dois Profetas
5. Libertação

- Parte IV

1. O Gambit
2. Capa e Adaga
3. Acerto de contas
4. Uma Fórmula para o Império

- Epílogo: Como o Império Cai

## Recepção
Este livro é um dos dois livros escritos sobre a OpenAI que foram lançados quase ao mesmo tempo. Ambos baseiam-se em fontes semelhantes para escrever os seus respetivos livros. O livro de Hao é conhecido por ser o "mais amplo e crítico dos dois" e o "mais sombrio", e "dissipa qualquer dúvida de que a crença da OpenAI em inaugurar a AGI para beneficiar toda a humanidade tinha conotações messiânicas". Alguns fazem a comparação do livro de Hao com o livro The Anarchy: The Relentless Rise of the East India Company, que relata a ascensão de outro império corporativo, a Companhia Britânica das Índias Orientais.
A OpenAI recusou-se a cooperar com Hao no seu livro e o CEO Sam Altman criticou publicamente o livro de Hao nas redes sociais.